# 国分重胤
国分 重胤（こくぶん しげたね、弘長2年（1262年）? - 元徳2年12月4日（1331年1月12日））は、鎌倉時代、陸奥国宮城郡にいたとされる武士である。国分氏第5世の当主とされるが、実在しない可能性がある。

## 概要
国分氏は南北朝時代から戦国時代末まで宮城郡南部を領した一族である。後世の系図によれば、鎌倉時代には国分荘を領したとされる。重胤の名は、江戸時代に佐久間義和が編纂した「平姓国分氏系図」にのみ現れる。父は国分胤光、母は留守家広の女。弟に信光、胤次がおり、妹が2人いてそれぞれ葛西清房と郷六忠政の妻になった。相馬定胤の女を妻とし、息子に国分盛胤、政継、重朝、重行の4人がおり、娘は4人いてそれぞれ二階堂顕親、長江景資、蜂屋正衡、武石高広の妻になった。
重胤は彦五郎を名乗り、官位として従五位下、美濃守を称した。弘長2年（1262年）に国分で生まれ、元徳2年12月4日（1330年）に69歳で死んだ。嘉元3年（1305年）4月、征夷大将軍久明親王に陸奥国の主政に補されたという。
しかし、この時代の奥州国分氏の活動は後世作られた国分氏の諸系図でしか確認できない。盛胤の名は古内氏蔵の系図には見えず、他の史料でも確認できない。現代の歴史研究では国分氏が鎌倉時代に宮城郡を領したことまでは認めるものと、それにも否定的なものとがあるが、いずれにせよ重胤という人の実在性には疑いが残る。